# خوان غونزالو لوركا
خوان غونزالو لوركا (بالإسبانية: Juan Gonzalo Lorca)‏ (مواليد 15 يناير 1985 في تشيلي) لاعب كرة قدم تشيلياني يلعب حاليا لصالح نادي الدرجة الأولى بولوني الفرنسي منذ 2010 في مركز المهاجم .

## مسيرته الكروية
لعب خوان غونزالو لوركا خلال مسيرته الاحترافية مع 11 ناديًا في ثمانية عشر موسمًا وسجل خلالها 65 هدفًا ضمن 281 مباراة. ولم يفز بأي موسم بالكأس وفاز في موسمين بالدوري.
خاض خوان غونزالو لوركا مسيرته مع نادي كولو-كولو ما بين عامي 2004 و2005 في المرة الأولى لمدة موسم واحد ثم في عامي 2007-2009 ولمدة موسمين ثم ما بين عامي 2008 و2009 لمدة موسم واحد، مشاركًا طوالها في 41 مباراة سجل خلالها 10 أهداف. ثم انتقل إلى نادي هواتشيباتو ما بين عامي 2006 و2007 لمدة موسم واحد، حيث شارك في 34 مباراة سجل خلالها 11 هدفًا. لينتقل بعدها إلى نادي فيتيسه آرنهم في موسم 2007–08 لمدة موسم واحد، مشاركًا في 26 مباراة سجل خلالها هدفين. ثم انتقل إلى نادي أوهيجينس ما بين عامي 2009 و2010 في المرة الأولى لمدة موسم واحد ثم ما بين عامي 2011 و2012 لمدة موسم واحد، مشاركًا طوالها في 49 مباراة سجل خلالها 17 هدفًا. هذا وانتقل لاحقًا إلى نادي بولون في موسم 2009–10 ولمدة موسمين، مشاركًا في 9 مباريات ولم يسجل أي هدف. ثم انتقل بعدها إلى نادي سوسيداد ديبورتيفو كيتو ما بين عامي 2012 و2013 لمدة موسم واحد، مشاركًا في 12 مباراة سجل خلالها هدفين. ليعود وينتقل من جديد، لكن هذه المرة إلى رينجرز دي تالكا ما بين عامي 2013 و2014 لمدة موسم واحد، مشاركًا في 13 مباراة سجل خلالها 3 أهداف. لينتقل بعدها إلى ديبورتيس أنتوفاغاستا في موسم 2013–14 في المرة الأولى لمدة موسم واحد ثم في موسم 2015–16 لمدة موسم واحد، مشاركًا طوالها في 33 مباراة سجل خلالها 7 أهداف. ثم لعب في ديبورتيفو نوبلينس ‏ في موسم 2014–15 لمدة موسم واحد، مشاركًا في 29 مباراة سجل خلالها 7 أهداف أيضًا. ليعود ويرتحل عنه إلى نادي ديبورتيس ماجالانز في موسم 2016–17 ولمدة موسمين، مشاركًا في 18 مباراة سجل خلالها 4 أهداف.

## روابط خارجية
- خوان غونزالو لوركا على موقع قاعدة بيانات كرة القدم.إي يو (الإنجليزية)
- خوان غونزالو لوركا على موقع ناشيونال فوتبول تيمز (الإنجليزية)
- خوان غونزالو لوركا على موقع Soccerway.com (الإنجليزية)
- خوان غونزالو لوركا على موقع عالم كرة القدم.نت (الإنجليزية)
- خوان غونزالو لوركا على موقع كووورة
- خوان غونزالو لوركا على موقع AS.com (الإسبانية)